# Euploea kalaona
Euploea kalaona är en fjärilsart som beskrevs av Hans Fruhstorfer 1898. Euploea kalaona ingår i släktet Euploea och familjen praktfjärilar. Inga underarter finns listade i Catalogue of Life.